# الفتنمة
كانت الفتنمة إحدى سياسات إدارة ريتشارد نيكسون لإنهاء تورط الولايات المتحدة في حرب فيتنام من خلال برنامج "لتوسيع وتجهيز وتدريب القوات الفيتنامية الجنوبية وتكليفها بدور قتالي متزايد باستمرار، بالتوازي مع التقليل المنتظَّم لعدد القوات المقاتلة الأمريكية". تم تطبيق هذه السياسة بسبب هجوم تيت الذي شنه الفيتكونغ، مما دفع القيادة الأميركية لإعادة النظر في استراتيجيتها حول الحرب وبدأت بفتنمة الحرب، أي ترك الحرب لأصحابها الأصليين من الفيتناميين على مستوي القوات البرية، لكنها لم ترفض القتال من قبل القوات الجوية الأمريكية، وكذلك دعم فيتنام الجنوبية، بما يتفق مع سياسات منظمات المساعدة العسكرية الأجنبية الأمريكية.  تفاقمت حالة عدم ثقة المواطنين الأمريكيين في حكومتهم، والتي بدأت بعد الهجوم، مع نشر أخبار عن قيام جنود أمريكيين بذبح المدنيين في ماي لاي (1968)، وغزو كمبوديا (1970)، وتسريب أوراق البنتاغون (1971).
في اجتماع مجلس الأمن القومي في 28 يناير 1969، صرح الجنرال أندرو جودباستر، نائب الجنرال كريتون أبرامز وقائد قيادة المساعدة العسكرية في فيتنام، أن جيش جمهورية فيتنام كان يتحسن بشكل مطرد، وأشار إلى أن النقطة التي يمكن عندها "نزع الطابع الأمريكي" عن الحرب باتت قريبة. وقد وافق وزير الدفاع ملفين ليرد على هذه النقطة، ولكن مع تغيير المصطلح قائلًا: "ما نحتاج إليه هو مصطلح مثل «الفتنمة» للتأكيد على القضايا الصحيحة"، ومن جانبه رحَّب نيكسون على الفور برأي ليرد. 
تتناسب الفتنمة مع سياسة الإنفراج الدولي لإدارة نيكسون، حيث لم تعد الولايات المتحدة تعتبر استراتيجيتها الأساسية هي احتواء الشيوعية حيث اتبعت استراجية نظام عالمي تعاوني، حيث ركز نيكسون وكبير مستشاريه هنري كيسنجر على تعزيز قوة حلفاء الولايات المتحدة والتركيز مع القوي العالمية الكبري مثل الصين. كان نيكسون قد أمر كيسنجر بالتفاوض بشأن السياسات الدبلوماسية مع رجل الدولة السوفييتي أناتولي دوبرينين. كما فتح نيكسون اتصالات رفيعة المستوى مع الصين. فكانت علاقات الولايات المتحدة مع الاتحاد السوفييتي والصين ذات أولوية أعلى من فيتنام الجنوبية.
قال نيكسون إن الفتنمة تتكون من عنصرين. الأول كان "تعزيز القوة المسلحة للفيتناميين الجنوبيين من حيث العدد والمعدات والقيادة والمهارات القتالية"، بينما كان الثاني هو "توسيع برنامج التهدئة [أي المساعدات للمدنيين من قبل العسكريين]
تم تسجيل مرشحي جيش جمهورية فيتنام في مدارس طائرات الهليكوبتر الأمريكية لتولي العمليات. كما لاحظ الفريق ديف بالمر أنه لتأهيل مرشح من جيش جمهورية فيتنام لمدرسة الهليكوبتر الأمريكية، كان يحتاج أولاً إلى تعلم اللغة الإنجليزية؛ هذا، بالإضافة إلى التدريب والممارسة الميدانية لمدة أشهر، جعل إضافة قدرات جديدة إلى جيش جمهورية فيتنام  يستغرق عامين على الأقل. ولم يختلف بالمر في الرأي القائل بأن المكون الأول يمكن تحقيقه، إذا توفر الوقت والموارد. ومع ذلك، فإن "التهدئة، وهي العنصر الثاني، تمثل التحدي الحقيقي ... لقد كان عملاً حكوميًا خيريًا في المجالات التي كان ينبغي للحكومة أن تنشط فيها دائمًا بشكل خيري ... كان القيام بالأمرين ضروريًا إذا أريد للفتنمة أن تنجح."
إن سياسة الفتنمة، على الرغم من تنفيذها الناجح، كانت في نهاية المطاف فاشلة لأن قوات جيش جمهورية فيتنام المحسنة لم يتمكنوا من منع سقوط سايغون والاندماج اللاحق بين الشمال والجنوب لتشكيل جمهورية فيتنام الاشتراكية. فيتنام.

## التحضير في ظل نظام جونسون
كانت المصالح السياسية الرئيسية اللتي تخص جونسون محلية بشكل كبير؛ تدخلت الحرب في تركيزه علي الوضع المحلي، وكان حريصا على إنهاء الحرب بطريقة اعتبرها مقبولة سياسيا.
في عام 1967، حضر كيسنجر مؤتمر بوغواش للعلماء المهتمين بنزع السلاح النووي،اقترب اثنان من المشاركين من كيسنجر وقدما وسيلة اتصال يمكن التفاوض منها بين الولايات المتحدة والقيادة الفيتنامية الشمالية. على وجه الخصوص، هو تشي مينه.
بعد مناقشة المسألة مع مساعد وزير الخارجية ويليام بندي ووزير الدفاع روبرت ماكنمارا، تم إرسال رسالة.

رد الجانب الفيتنامي الشمالي إنه سيكون على استعداد للتفاوض إذا توقف القصف الأمريكي لفيتنام الشمالية في إطار عملية هزيم الرعد. تم تعيين ماي فان بو، الممثل الدبلوماسي لهانوي في باريس، نقطة إتصال. نظرا لأن القيادة الفيتنامية الشمالية لن تتواصل مع مسؤول أمريكي دون وقف القصف،. ألقى جونسون خطابا في سان أنطونيو في 29 سبتمبر، وعرض إمكانية إجراء محادثات. لكن تم رفضهم لاحقًا بسبب عدم توقف القصف، في عام 1967.

### نهاية الأمركة
كان هجوم تيت (1968) بمثابة كارثة عسكرية و سياسية وإعلامية حيث أنه كان النقطة الفاصلة في تحول مسار الحرب قال الصحفي والتر كرونكايت أنه يرى أن حالة الجمود هي أفضل سيناريو لهجوم تيت.
انخفضت شعبية الرئيس جونسون وأعلن وقف القصف في 31 مارس 1986، وأعلن في الوقت نفسه أنه لن يرشح نفسه لإعادة انتخابه. على الرغم من أن توقعاته كانت منخفضة، إلا أنه في 10 مايو 1968، وبعد موافقة الفيتناميين الشماليين علي اجراء محادثات بما أن شرطهم(توقف القصف)قد نُفّذ
بدأ جونسون محادثات السلام بين الولايات المتحدة والفيتناميين الشماليين في باريس.
لكن الحرب لم تنتهي إلا في1975 بعد سيطرة فيتنام الشمالية علي فيتنام الجنوبية